# Garelli 80 GP
Die Garelli 80 GP war ein von dem italienischen Hersteller Garelli entwickeltes Rennmotorrad für die Motorrad-Weltmeisterschaft in der 80-cm³-Klasse, die ab 1984 die vorherige 50-cm³-Klasse ersetzte. Garelli setzte mit der 80 GP ein speziell für diese Klasse konstruiertes Motorrad ein, das auf den Erfahrungen aus der erfolgreichen 50-cm³-Klasse aufbaute. Sie stand am Ende der Werksbeteiligung von Garelli in der Straßenrennsport-WM, bevor sich das Unternehmen in den späten 1980er-Jahren aus dem GP-Sport zurückzog.

## Technik
Die Garelli 80 GP war ein extrem leichtes Rennmotorrad mit einem wassergekühlten hochdrehenden Einzylinder-Zweitaktmotor. Sie hatte ein Sechsganggetriebe, einen großvolumigen Dell’Orto-Vergaser (29,5 mm) und eine aerodynamisch optimierte Verkleidung. Das Gewicht lag bei rund 50–60 Kilogramm, die Höchstgeschwindigkeit betrug über 200 km/h. Die Leistung lag bei etwa 21,5 PS bei einer Drehzahl von über 14.000/min.

## Renneinsätze und Erfolge
Die Garelli 80 GP war in der 80-cm³-Klasse nicht besonders erfolgreich und konnte nicht an die großen Erfolge der Garelli 50 GP anknüpfen:
 Claudio Granata
- Platz 10 beim Großen Preis von Italien (1984)
- Platz 11 beim Großen Preis von Jugoslawien (1984)
- Platz 3 bei der Europameisterschaft in Italien (1984)
- Platz 14 bei der Europameisterschaft in Spanien (1984)
- Platz 5 bei der Europameisterschaft in Deutschland (1984)
- Platz 2 beim Großen Preis von Italien in Monza (1984)